# Wally Westmore
Walter “Wally” James Westmore (* 13. Februar 1906 in Canterbury, Kent, Vereinigtes Königreich; † 3. Juli 1973 in Los Angeles, Kalifornien, Vereinigte Staaten) war ein britisch-amerikanischer Maskenbildner.

## Leben und Wirken
Wally Westmore war neben Jack P. Pierce, seinem wichtigsten Konkurrenten bei der Erstellung von Horrorfilm-Makeup zu Beginn der 1930er Jahre, einer der bekanntesten und, mit nahezu 500 Filmaufträgen, auch produktivsten Maskenbildner der ersten vierzig Tonfilmjahre in Hollywood. Der Sohn des aus England in die USA ausgewanderten George Westmore (1879–1931), der ursprünglich als Friseur gearbeitet und 1917 die erste Make-up-Abteilung in Hollywood auf die Beine gestellt hatte, stieß noch während seiner Schulzeit 1921 zum Film (Brunton Studios). Nach seinem Highschool-Abschluss 1923 folgten in kurzen Abständen Lehrjahre bei drei anderen Produktionsfirmen (Warner Brothers, Fox und United Studios), ehe er sich 1926 für den Rest seines beruflichen Lebens an die Paramount Pictures band. Wally Westmore arbeitete ebenso im Beruf des Vaters wie seine Brüder Monte (1902–1940), Perc (1904–1970), Ern (1904–1967), Bud (1918–1973) und Frank Westmore (1923–1985), die allesamt gleichfalls als Maskenbildner in Hollywood tätig wurden, doch hat es keiner der Westmores zu Wallys Bekanntheit und Aufstieg gebracht.
Schon zu Beginn der Tonfilmzeit gelangen Wally Westmore einige beeindruckende Horrormasken, etwa die von Fredric March als Mr. Hyde in Dr. Jekyll und Mr. Hyde oder die von Bela Lugosi als Anführer der gegen Dr. Moreau rebellierenden Affenmenschen in Insel der verlorenen Seelen (1932). Kurz darauf begann Westmore auch für andere Filmgenres zu arbeiten und führte schließlich die Maskenbildnerabteilung von Paramount, wo er in den Folgejahrzehnten mit Starregisseuren wie Cecil B. DeMille, Billy Wilder, William Wyler, Wilhelm Dieterle, Alfred Hitchcock und Frank Capra kooperierte. Bei The Hitler Gang gelangen ihm 1943 einige Masken berühmter Nazi-Größen, die eine verblüffende Ähnlichkeit mit den Originalen besaßen. Ab Kriegsende 1945 oblag ihm zumeist die Oberaufsicht der Paramount-Maskenbildner. In seinen letzten Arbeitsjahren, den ausgehenden 1950er und den 1960ern, betreute Wally Westmore häufig auch die Filme mit Elvis Presley und Jerry Lewis. 1969 zog er sich ins Privatleben zurück.
Gemeinsam mit seinen fünf Brüdern führte Wally Westmore auch zwei Firmen, die ebenfalls eng mit der Filmbranche verknüpft waren: House of Westmore Salon und House of Westmore Cosmetics.

## Filmografie (Auswahl)
- 1930: The Spoilers
- 1931: Dr. Jekyll und Mr. Hyde
- 1932: Die Insel der verlorenen Seelen
- 1932: Graf Zaroff – Genie des Bösen
- 1933: Alice im Wunderland (nur Masken und Kostüme)
- 1934: Limehouse Blues
- 1936: Der General starb im Morgengrauen (The General Died at Dawn)
- 1936: Ausgerechnet Weltmeister
- 1937: Assistenzarzt Dr. Kilder (Internes Can’t Take Money)
- 1937: Die Insel der verlorenen Schiffe (Ebb Tide)
- 1938: Der Freibeuter von Louisiana
- 1938: Wenn ich König wär
- 1939: Die scharlachroten Reiter
- 1940: Der große McGinty
- 1941: Das goldene Tor
- 1941: Die Falschspielerin
- 1942: Musik, Musik
- 1942: Die Narbenhand
- 1942: Der gläserne Schlüssel
- 1942: Mabok, der Schrecken des Dschungels
- 1943: Wem die Stunde schlägt
- 1943: Fünf Gräber bis Kairo (Five Graves to Cairo)
- 1944: Frau ohne Gewissen (Double Indemnity)
- 1944: Die Träume einer Frau (Lady in the Dark)
- 1944: The Hitler Gang
- 1944: Dr. Wassells Flucht aus Java
- 1944: Das verlorene Wochenende (The Lost Weekend)#
- 1945: The Man in Half Moon Street
- 1945: A Medal for Benny
- 1945: Incendiary Blonde
- 1945: Liebesbriefe
- 1945: Der Weg nach Utopia (Road to Utopia)
- 1946: Die seltsame Liebe der Martha Ivers
- 1946: Mit Pinsel und Degen (Monsieur Beaucaire)
- 1946: Verrückter Mittwoch (Mad Wednesday)
- 1946: Ich küsse Ihre Hand, Madame (The Emperor Waltz)
- 1946: In Ketten um Kap Horn (Two Years Before the Mast)
- 1946: Der Mann aus Virginia (The Virginian)
- 1947: California
- 1947: Kalkutta (Calcutta)
- 1947: Pauline, laß das Küssen sein
- 1947: Goldene Ohrringe (Golden Earrings)
- 1947: Die widerspenstige Gattin (Suddenly It’s Spring)
- 1947: Desert Fury – Liebe gewinnt
- 1947: Rauhe Ernte (Wild Harvest)
- 1947: Der Weg nach Rio (Road to Rio)
- 1947: Mädchen für Hollywood (Variety Girl)
- 1947: Meine bessere Hälfte (Dear Ruth)
- 1948: Schmuggler von Saigon (Saigon)
- 1948: Du lebst noch 105 Minuten
- 1948: Eine auswärtige Affäre (A Foreign Affair)
- 1948: Der Todesverächter (Whispering Smith)
- 1949: Samson und Delilah (Sansom and Delilah)
- 1949: Blutige Diamanten (Rope of Sands)
- 1949: Frau in Notwehr (The Accused)
- 1949: Die Erbin (The Heiress)
- 1949: Der besiegte Geizhals (Sorrowful Jones)
- 1949: Die Todesreiter von Laredo (Streets of Laredo)
- 1949: Der große Liebhaber (The Great Lover)
- 1949: Todesfalle von Chikago (Chicago Deadline)
- 1949: Der Agent aus der Hölle (Alias Nick Beal)
- 1949: Diebstahl in Irland (Top o’ the Morning)
- 1950: Lach und wein mit mir (Riding High)
- 1950: Entgleist (No Man of Her Own)
- 1950: Stadt im Dunkel (Dark City)
- 1950: Tanzen ist unser Leben – Let’s Dance (Let’s Dance)
- 1950: Irma, das unmögliche Mädchen (My Friend Irma Goes West)
- 1950: Herz in der Hose (Fancy Pants)
- 1950: Flammendes Tal (Copper Canyon)
- 1950: Inspektor Goddard (Appointment with Danger)
- 1951: Reporter des Satans (Ace in the Hole)
- 1951: Peking-Expreß (Peking Express)
- 1951: Spione, Liebe und die Feuerwehr (My Favorite Spy)
- 1951: Ein Platz an der Sonne
- 1951: Hochzeitsparade
- 1951: Polizeirevier 21
- 1951: Die größte Schau der Welt
- 1951: U-Kreuzer Tigerhai (Submarine Command)
- 1951: Die silberne Stadt (Silver City)
- 1952: My Son John
- 1952: Carrie
- 1952: Nur für Dich (Just for You)
- 1952: Kehr zurück, kleine Sheba
- 1952: Terror am Rio Grande (Denver and Rio Grande)
- 1953: Donner in Fern-Ost (Thunder in the East)
- 1953: Stalag 17 (Stalag 17)
- 1953: Starr vor Angst (Scared Stiff )
- 1953: Der Tolpatsch (The Caddy)
- 1953: Ein Lied, ein Kuß, ein Mädel (The Stars Are Singing)
- 1953: Kampf der Welten
- 1953: Elefantenpfad
- 1954: Sabrina
- 1954: Das Fenster zum Hof
- 1954: Ein Mädchen vom Lande
- 1955: Das verflixte 7. Jahr (The Seven Year Itch)
- 1955: Über den Dächern von Nizza (To Catch a Thief)
- 1955: Wir sind keine Engel (We’re No Angels)
- 1955: An einem Tag wie jeder andere
- 1955: Der Hofnarr (The Court Jester)
- 1956: Der Mann, der zuviel wußte (The Man Who Knew Too Much)
- 1956: Der Berg der Versuchung (The Mountain)
- 1956: Ein süßer Fratz (Funny Face)
- 1957: Der Mann, der niemals lachte (The Buster Keaton Story)
- 1957: Sturm über Persien (Omar Khayyam)
- 1957: Wild ist der Wind (Wild is the Wind)
- 1957: Zeugin der Anklage (Witness for the Prosecution)
- 1958: Vertigo – Aus dem Reich der Toten (Vertigo)
- 1958: Mein Leben ist der Rhythmus (King Creole)
- 1958: König der Freibeuter (The Buccaneer)
- 1958: Der letzte Zug von Gun Hill (The Last Train From Gun Hill)
- 1959: Die Falle von Tula (The Trap)
- 1959: Fünf Pennies (The Five Pennies)
- 1959: Bei mir nicht (But Not for Me)
- 1959: Viele sind berufen (Career)
- 1959: Die Dame und der Killer (Heller in Pink Tights)
- 1960: Aschenblödel (Cinderfella)
- 1960: Café Europa (G.I. Blues)
- 1960: Der Besessene
- 1960: In angenehmer Gesellschaft (The Pleasure of His Company)
- 1961: Frühstück bei Tiffany (Breakfast at Tiffany‘s)
- 1961: Der Bürotrottel (The Errand Boy)
- 1961: Sommer und Rauch (Summer and Smoke)
- 1961: Die unteren Zehntausend (A Pocketful of Miracles)
- 1961: Meine Geisha (My Geisha)
- 1962: Geld spielt keine Rolle (It’s Only Money)
- 1962: Girls! Girls! Girls!
- 1962: Der Wildeste unter Tausend (Hud)
- 1962: Die Hafenkneipe von Tahiti (Donovan‘s Reef)
- 1962: Das Mädchen Tamiko (A Girl Named Tamiko)
- 1963: Acapulco (Fun in Acapulco)
- 1963: Die Unersättlichen (The Carpetbaggers)
- 1964: Notlandung im Weltraum (Robinson Crusoe on Mars)
- 1964: Die Heulboje (The Patsy)
- 1964: Der Tölpel vom Dienst (The Disorderly Orderly)
- 1964: König der heißen Rhythmen (Roustabout)
- 1964: Das Vorleben der Sylvia West (Sylvia)
- 1965: Das Familienjuwel (The Family Jewels)
- 1965: Rote Linie 7000 (Red Line 7000)
- 1965: Wyoming-Bravados (Waco)
- 1966: Überfall auf die Queen Mary (Assault on a Queen)
- 1966: Südsee-Paradies (Paradise Hawaiian Style)
- 1966: Chuka
- 1966: El Dorado
- 1966: Der Todesschuß (Warning Shot)
- 1966: Wasserloch Nr. 3 (Waterhole No. 3)
- 1967: Seemann, ahoi! (Easy Come, Easy Go)
- 1967: Barfuß im Park (Barefoot in the Park)
- 1967: Der Verwegene (Will Penny)
- 1967: …jagt Dr. Sheefer ! (The President's Analyst)
- 1967: Inferno am Fluß (Blue)
- 1967: Ein seltsames Paar (The Odd Couple)
- 1968: Rogues’ Gallery
- 1968: Fade-In (Fernsehfilm)
- 1969: Verflucht bis zum jüngsten Tag (The Molly Maguires)